# Bibliothek des Collegium Anatomicum-Chirurgicum Celle
Die Bibliothek des Collegium Anatomicum-Chirurgicum Celle war eine 1725 oder ab 1784 in Celle angelegte Bibliothek mit medizinischer Fachliteratur für die 1784 gegründete Chirurgische Lehranstalt Celle (lateinisch „Collegium anatomicum chirurgicum“) mit Sitz in der Mühlenstraße 12 sowie für die Landeshebammenlehranstalt Celle mit Sitz in der Mühlenstraße 8.
Der Bibliotheksbestand wuchs nach und nach auf rund 5000 medizinische Dissertationen und 3564 Bände an. Nach der Zusammenlegung des Celler Kollegiums 1825 mit dem in der Residenzstadt Hannover ansässigen Kollegium und dem Umzug dorthin wurde die Celler Fachbibliothek entweder nach Bonn oder nach Hannover verkauft.